# O'Brien (personaggio)
(George Orwell, 1984, parte seconda, cap. VII, p. 183.)
O'Brien è un personaggio immaginario inventato da George Orwell nel suo romanzo distopico 1984 (1949). 
Egli è un membro del Partito Interno, dunque un gerarca del Socing, uno dei leader più in vista del movimento, probabilmente in gioco fin dai primi tempi della Rivoluzione. 
Il suo primo incontro con il protagonista Winston Smith accade un giorno durante i due minuti d'odio al Ministero della Verità: da lontano, i due uomini si scambiano un'occhiata interpretata da Winston come un sintomo di "poca ortodossia", un segno dell'aderenza di O'Brien alle idee del vituperato nemico del Partito Emmanuel Goldstein. Fin dal loro primo incontro, Winston ha una premonizione: gli sembra che O'Brien gli abbia voluto dire silenziosamente "ci rivedremo là dove non c'è tenebra".
Così, quando O'Brien con un pretesto accoglie Winston e Julia, i tre mettono alla luce i loro veri sentimenti in opposizione al Partito e al Grande Fratello. O'Brien non assicura niente ai due protagonisti, né copertura né garanzie di salvezza: prima o poi finiranno fra le mani della Psicopolizia e non sarà possibile salvarli. Tuttavia, li invita a non tradire i "pesci grossi" – come lui – quando cadranno nelle mani della polizia politica del Partito. Inoltre, O'Brien trova il modo di far recapitare a Winston "il libro", ovvero Teoria e prassi del collettivismo oligarchico di Emmanuel Goldstein, "la Bibbia" degli oppositori al Socing. 
È proprio durante la lettura del libro di Goldstein che la Psicopolizia arresta Winston e Julia in flagranza di reato. Entrambi vengono portati, anche se separatamente, al Ministero dell'Amore dove vengono torturati: responsabile delle torture è proprio O'Brien. Questi si occupa del lavaggio del cervello di Winston, facendogli credere in tutte le dottrine del Partito fino all'assurdo 2 + 2 = 5. Alla fine, O'Brien porta Winston nella Stanza 101 – dove avverrà quella che per lui è sempre stata la cosa più terribile del mondo – riuscendo, come si capisce alla fine del romanzo, ad inculcare nella mente di Winston l'amore sconfinato per il Grande Fratello.
O'Brien è un personaggio molto ambiguo, una maschera con due facce: da una parte fiero oppositore al Partito e adepto delle teorie di Goldstein, dall'altra fedele funzionario del Partito e fanatico del Grande Fratello. Tuttavia, in entrambe le vesti i suoi modi garbati e il caratteristico tic di sollevarsi gli occhiali sul naso spingono Winston quasi a venerarlo, anche se è il suo torturatore.
Nello sceneggiato britannico (1954) prodotto dalla BBC il ruolo di O'Brien fu interpretato da André Morell.
Nella versione cinematografica del romanzo (1984) il ruolo di O'Brien è stato interpretato da Richard Burton, alla sua ultima interpretazione prima della morte.